# Henry Carey, 1. Baron Hunsdon

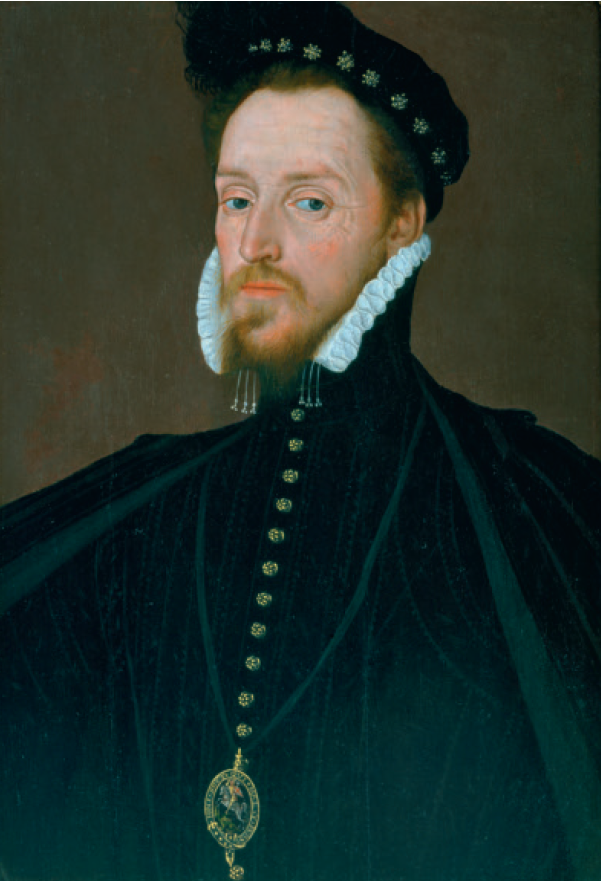
Henry Carey, 1. Baron Hunsdon von Steven van Harwijck

Henry Carey, 1. Baron Hunsdon KG (* 4. März 1526; † 23. Juli 1596) war ein englischer Adliger und ein Cousin der englischen Königin Elisabeth I. Seine Mutter Mary Boleyn, Schwester der Königin Anne Boleyn, war für einige Jahre die Geliebte König Heinrichs VIII. Daher wurde oft spekuliert, dass nicht Marys Ehemann Sir William Carey, sondern der König selbst Henrys Vater war.
Unter König Eduard VI. erhielt er als Member of Parliament einen Sitz im House of Commons, den er auch unter Königin Maria I. innehatte. Unter der Herrschaft seiner Cousine Elisabeth wurden Henry der Titel des Baron Hunsdon und der Hosenbandorden verliehen. Er übte das Amt des Gouverneurs von Berwick-upon-Tweed aus und schlug die nördliche Rebellion der Anhänger Maria Stuarts nieder. Seine letzten Jahre verbrachte er als Mitglied des Kronrates und als Vermittler zwischen England und Schottland. Als Lord Chamberlain wurde er der erste Patron der Lord Chamberlain’s Men, der Theatergruppe William Shakespeares.

## Leben

### Jugend
Henry Carey wurde am 4. März 1526 als zweites Kind von William Carey und Mary Boleyn geboren. William war ein Favorit des Königs Heinrich VIII. und diente dem König als Gentleman der Privy Chamber, eine angesehene Vertrauensposition. Mary Boleyn diente zunächst der Königin Katharina von Aragón und später ihrer eigenen Schwester Anne Boleyn als Hofdame. Zu einem unbekannten Zeitpunkt zwischen 1520 und 1525, als sie bereits mit William Carey verheiratet war, wurde sie Heinrichs Mätresse, was zu Spekulationen über die Vaterschaft ihrer Kinder Catherine und Henry führte. Es lässt sich nicht mehr eindeutig feststellen, wann genau die Affäre zwischen Heinrich und Mary begann und endete. Henry Careys Zeugung könnte durchaus stattgefunden haben, als seine Mutter noch die königliche Mätresse war.

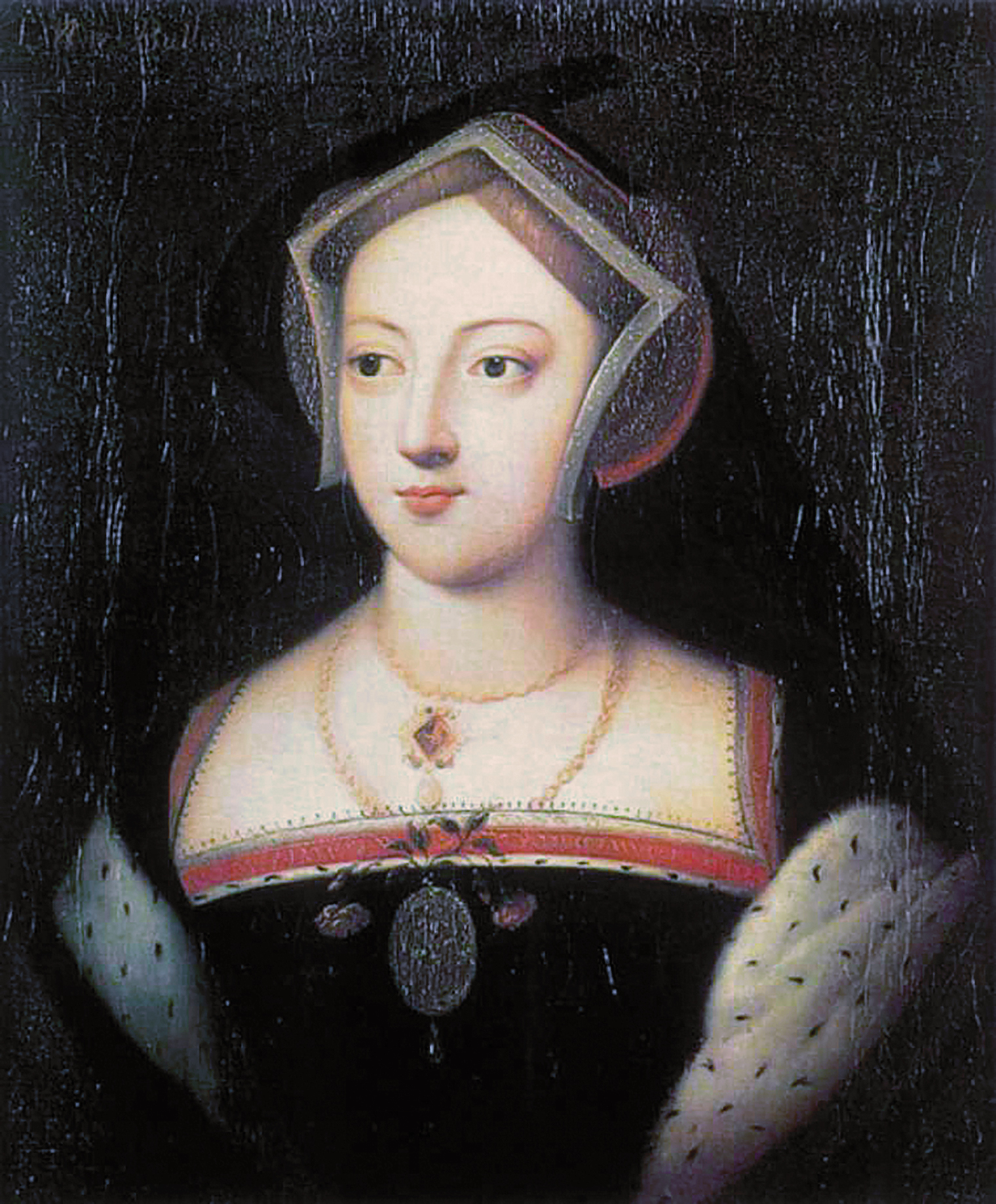
Henry Careys Mutter Mary Boleyn

Spekulationen über seine möglicherweise königliche Abstammung gab es bereits früh. Im Jahr 1535, als Heinrich bereits mit Marys Schwester Anne Boleyn verheiratet war, schrieb John Hale, Vikar von Isleworth, an den Rat: „Mr. Skydmore zeigte mir den jungen Master Carey und sagte, er wäre der Sohn unseres Herrn Königs von der Schwester der Königin, die die Königin nicht bei Hofe dulden will.“ Heinrichs Vaterschaft kann jedoch nicht bewiesen werden, zumal der König Mary Boleyns Kinder im Gegensatz zu seinem unehelichen Sohn Henry Fitzroy niemals offiziell anerkannte.
Henrys Vater William Carey starb 1528 am Englischen Schweiß. Er hinterließ seinem Sohn Ländereien in Essex, Wiltshire, Hampshire und Buckinghamshire, was Henry zu einem reichen, aber minderjährigen Erben machte. Damit fiel seine Vormundschaft, wie damals üblich, an die Krone. Heinrich übertrug die Vormundschaft Anne Boleyn, die ihren Neffen zusammen mit den Söhnen des Henry Norris und des John Dudley von dem geflohenen Evangelisten Nicholas Bourbon unterrichten ließ.
1534 heiratete Henrys Mutter Mary heimlich William Stafford und wurde aufgrund dieser unstandesgemäßen Ehe vom Hof verbannt und von ihrer Familie verstoßen. Nach der Hinrichtung Anne und George Boleyns war Henry Carey jedoch der einzige männliche Erbe der Boleyns, was möglicherweise Grund für die letztendliche Versöhnung zwischen Mary und ihrem Vater Thomas Boleyn war. Bis zu ihrem Tod im Jahr 1543 durfte Mary das Haus Rochford Hall in Essex für sich und ihre Familie nutzen. Henrys Vormundschaft fiel nach Anne Boleyns Tod an die Krone zurück, woraufhin sein entfernter Verwandter Francis Bryan ihn im Auftrag des Königs mit anderen Mündeln zur Ausbildung nach Woburn Abbey schickte.

### Frühe Karriere

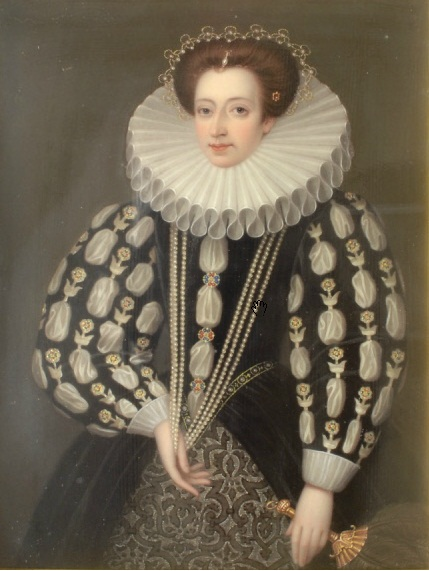
Henrys Ehefrau Anne Morgan, Kopie von Henry Bone nach einem zeitgenössischen Porträt

Am 21. Mai 1545 erhielt Carey, der bereits Mitglied des königlichen Haushalts war, die Erlaubnis, Anne Morgan zu heiraten, Tochter des Sir Thomas Morgan von Arkstone. Im selben Jahr diente Carey unter John Dudley als Hauptmann in Portsmouth, als die Franzosen die Engländer in Seegefechte verwickelten. 1546 und 1551 reiste er im Gefolge englischer Botschafter nach Frankreich und erhielt 1547 unter König Eduard VI. einen Parlamentssitz für das Borough Buckingham. Im Jahr 1549 übertrug ihm der junge König zudem die beiden Herrenhäuser Little Brickhill und Burton in Buckinghamshire. Möglicherweise diente Carey von 1551 bis 1552 seiner Cousine Prinzessin Elisabeth in deren Haushalt als Gentleman.
Im Jahr 1553, als Lady Jane Grey und Prinzessin Maria beide Anspruch auf den Thron erhoben, nahm Carey nicht an Parlamentssitzungen teil. Als die katholische Maria letztendlich siegte und den Thron bestieg, flohen Careys Schwester Catherine und sein Stiefvater William Stafford mit ihren jeweiligen Familien auf den Kontinent. Carey hingegen blieb in England und übte von 1553 bis 1558 das Amt des Vorschneiders in Marias Privy Chamber aus.
Trotz dieser ehrenvollen Aufgabe scheint es zwischen Carey und der Regierung Spannungen gegeben zu haben. Er verließ 1554 eine Parlamentssitzung ohne Erlaubnis, weswegen beim königlichen Gericht King’s Bench eine Beschwerde gegen ihn eingereicht wurde, die jedoch folgenlos blieb. Zusätzlich stimmte Carey 1555 gegen einen Gesetzesentwurf der Regierung. Innerhalb dieses Zeitraums, von 1554 bis 1555, diente er erneut in Prinzessin Elisabeths Haushalt. 1557 wurde er im Fleetgefängnis inhaftiert, da er 1551 Schulden in Höhe von 507 Pfund gemacht hatte. Am 19. Mai wurde die Strafe jedoch mittels einer Bürgschaft aufgehoben.

### Cousin der Königin

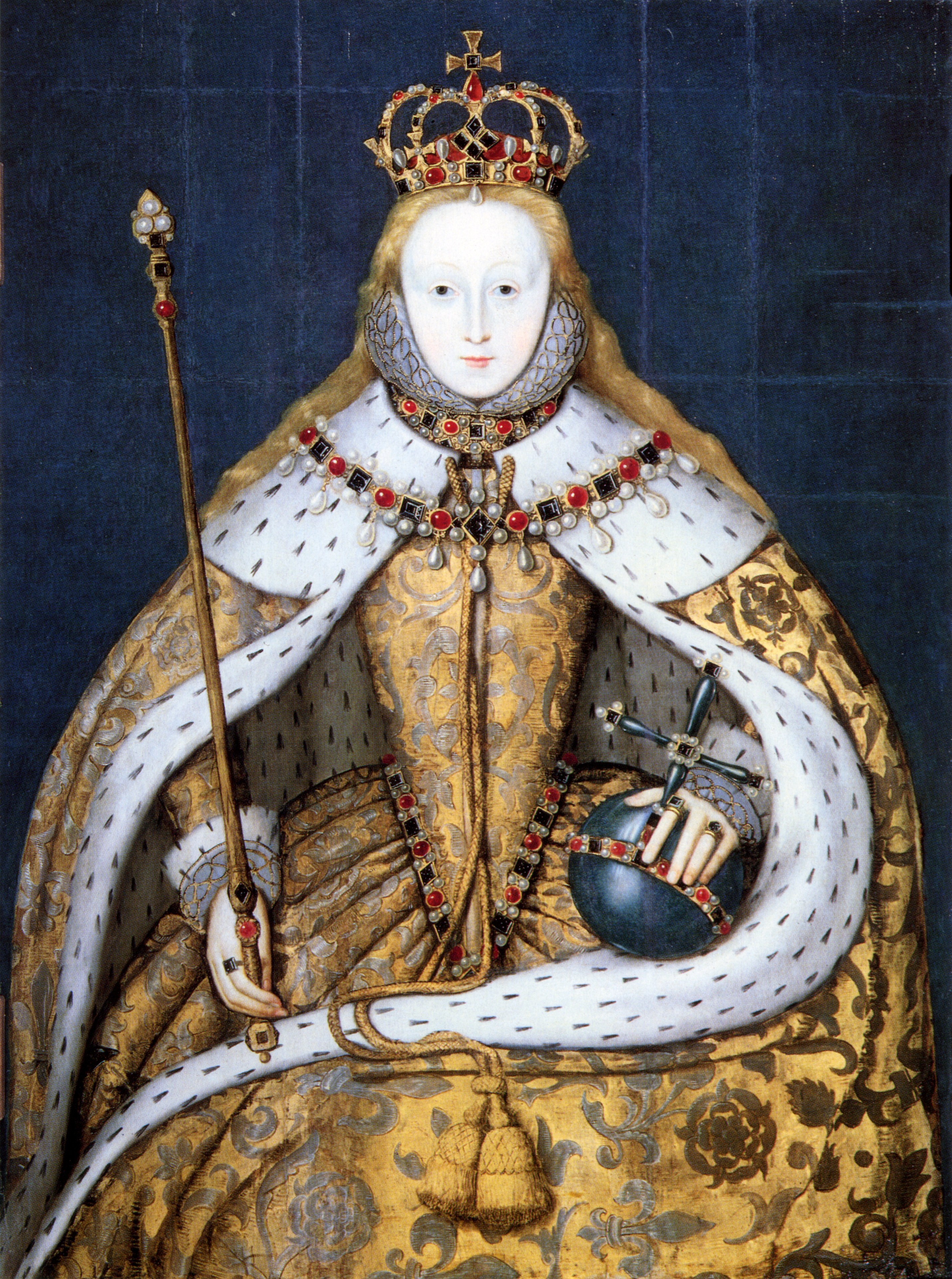
Henry Careys Cousine Königin Elisabeth I. in Krönungsroben

Sobald Elisabeth ihrer Halbschwester Maria auf den Thron folgte, ging es mit Careys Karriere steil bergauf. Die neue Königin erkannte ihn offen als ihren Verwandten an und schlug ihn zum Ritter. Am 13. Januar 1559, kaum zwei Monate nach ihrer Thronbesteigung und zwei Tage vor ihrer Krönung, ernannte Elisabeth Carey zum ersten Baron Hunsdon. Im selben Jahr übertrug sie ihm zudem Ländereien in Essex, Kent und Hertfordshire sowie das Herrenhaus von Hunsdon. Alles in allem sicherte Elisabeths Großzügigkeit Carey ein Jahreseinkommen von 4000 Pfund.
Am 13. Oktober 1560 bekam er zusätzlich das Amt des königlichen Falkners übertragen, was ihm weitere 40 Pfund Jahreseinkommen bescherte. Zusätzlich nahm er zwischen 1559 und 1560 an mehreren Tjosten teil und wurde am 18. Mai 1561 in den prestigeträchtigen Hosenbandorden aufgenommen. Während Königin Elisabeths Besuch in Cambridge im Jahr 1564 erhielt er den Titel eines MA und wurde im gleichen Jahr zum Hauptmann der Gentleman Pensioners ernannt, eine frühere Bezeichnung für das Honourable Corps of Gentlemen at Arms. Damit stieg er in den Rang eines königlichen Leibwächters auf. Anders als andere Höflinge zeichnete Carey sich schnell durch seine unverblümte Ehrlichkeit aus und hielt sich von den diversen Interessengruppen bei Hofe fern. Im Gegensatz zu Elisabeth waren ihm drastische Maßnahmen lieber als Hinhaltetaktik und Abwarten. Die Höflinge beobachteten ihn daher streckenweise mit Argwohn, während Soldaten ihn schätzten und respektierten.
Obwohl es zwischen der Königin und ihrem Cousin aufgrund ihres unterschiedlichen Temperaments hin und wieder zu Spannungen kam, war ihr Verhältnis zueinander sehr herzlich. Als Elisabeth 1562 an den Pocken erkrankte und glaubte, im Sterben zu liegen, bat sie den Rat, für Carey zu sorgen. Auch vertraute sie ihm diverse Missionen an. Bereits 1560 war Carey das erste Mal in Schottland, wo er gemeinsam mit Thomas Howard, 4. Duke of Norfolk gegen die französischen Streitkräfte der Regentin Marie de Guise kämpfte. Als mit den Franzosen Frieden geschlossen wurde, führte Carey 1564 eine diplomatische Gesandtschaft nach Frankreich an und überbrachte dem jungen König Karl IX. den Hosenbandorden. Drei Jahre später wurde er erneut nach Frankreich geschickt, allerdings ist der Grund dieser Mission nicht mehr bekannt.

### Diplomatische und militärische Missionen

#### Rebellion im Norden
Am 25. August 1568 erhielt Henry Carey das Amt des Gouverneurs von Berwick-upon-Tweed, was ihn an die Grenze zwischen England und Schottland schickte. Elisabeths enger Berater William Cecil unterstützte Carey in seiner Ernennung, da es Gegenstimmen gab. Von der Grenze aus bedankte Carey sich bei ihm und belieferte ihn zeitgleich mit wichtigen Informationen. Um diese Zeit befand sich die Grenzregion in Aufruhr, da die schottische Königin Maria Stuart wenige Monate zuvor aus Schottland geflohen war und in England um Asyl ersucht hatte. Für die Katholiken Englands war die gleichfalls katholische Maria Stuart die große Hoffnung, da sie durch ihre Abstammung von Elisabeths Tante Margaret Tudor einen Anspruch auf den englischen Thron hatte und Elisabeth unter den Katholiken als nicht erbberechtigter Bastard galt. Dennoch achtete Elisabeth Maria als ihre Verwandte und gleichberechtigte Königin, was Carey im September 1568 kritisierte. Auch kamen ihm Gerüchte zu Ohren, dass u. a. sein Schwager Francis Knollys über eine mögliche Eheschließung zwischen Maria Stuart und Careys ältestem Sohn George spekulierte, was Carey entschieden von sich wies.

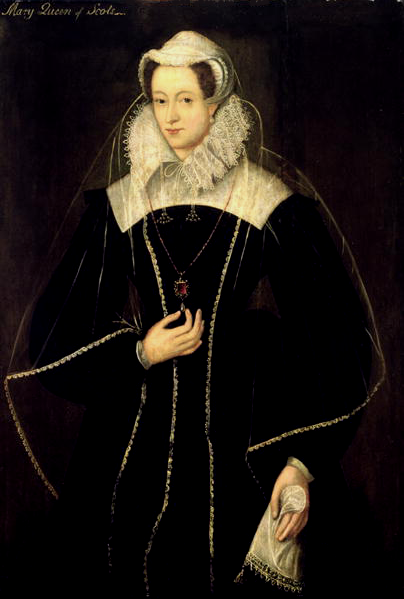
Maria Stuart in englischer Gefangenschaft, ca. 1575

Nach ca. neun Monaten bat Carey um Erlaubnis, seinen Posten verlassen zu dürfen. Im September reiste er im Auftrag Elisabeths nach Schottland, um herauszufinden, ob die Möglichkeit bestand, Maria Stuart zurück in ihre Heimat zu schicken und sie gleichzeitig von der Thronfolge auszuschließen. Kurze Zeit später brach im Norden Englands jedoch eine Rebellion zugunsten Maria Stuarts aus. Ziel der Rebellen war es, Maria Stuart zu befreien und zur Königin von England auszurufen. Zu den rebellischen Adligen gehörten u. a. Leonard Dacre, Bruder des 4. Baron Dacre, Thomas Percy, Earl of Northumberland und Charles Neville, 6. Earl of Westmorland. Carey kehrte daher hastig auf dem Seeweg zu seinem Posten zurück, um Thomas Radclyffe zu unterstützen, den dritten Earl of Sussex und Lord President of the Council im Norden. Am 26. November legte sein Schiff in Kingston upon Hull an und nachdem Carey Elisabeth von Sussex’ Loyalität überzeugt hatte, arbeitete er mit ihm zusammen. Tage nach seiner Ankunft flohen Thomas Percy und Charles Neville über die Grenze nach Schottland. Carey nutzte die Gelegenheit, um sich Percys verwirkte Ämter als Verwalter von Middlesbrough und Richmond zu sichern.
Von den rebellischen Lords war es Leonard Dacre gelungen in England zu bleiben und sich in der Festung Naworth in Cumberland zu verschanzen. Von hier aus rekrutierte er mehrere tausend Soldaten. Carey sandte regelmäßig Berichte an den Hof und bezeichnete den Aufstand im Norden als größte Verschwörung der letzten hundert Jahre. Hier kam es zu Spannungen mit Elisabeth, die die Auflösung der Armee anordnete und seiner Meinung nach die Gefahr im Norden unterschätzte, weshalb er Cecil um Unterstützung bat. Elisabeth wiederum war ungehalten, dass es Carey nicht gelungen war, Percy aufzuspüren, was ihn zu der verbitterten Aussage bewegte, dass die Königin unter einem Zauber stehen musste und dringend guten Rat und verlässliche Freunde brauchte, „denn beides kümmert sie wenig“. Erst die Versicherung seiner Ehefrau, dass er nach wie vor hoch in Elisabeths Gunst stand, besänftigte ihn.
Nach der Ermordung des schottischen Regenten James Stewart, 1. Earl of Moray im Januar 1570 flammte die Rebellion erneut auf, diesmal mit Unterstützung der schottischen Clansführer in den Grenzregionen. Die Königin befahl daher die Gefangennahme Dacres. Careys Streitkräfte waren zahlenmäßig weit unterlegen, doch gelang es Carey mit einer heftigen Attacke seiner Kavallerie, Dacres Fußtruppen zu zerstreuen und Naworth einzunehmen. Dacre entkam und flüchtete nach Schottland, während Carey die Aufgabe zufiel, gefangene Rebellen vor Gericht zu bringen. Elisabeth sandte ihrem Cousin einen lobenden Brief, dem sie handschriftlich hinzufügte: „Ich kann kaum sagen, mein Harry, was mich mehr erfreut: dass der Sieg unser ist oder dass Gott dich als Instrument meines Ruhmes erwählt hat. Für die Zufriedenheit meines Herzens ist mir das zweite lieber.“ Sie belohnte ihn im Mai 1571 mit Ländereien in Derbyshire und Yorkshire, die Dacre durch seinen Verrat verwirkt hatte und die Carey 207 Pfund pro Jahr einbrachten. Auch besuchte sie ihn in Hunsdon House.

#### Bürgerkrieg in Schottland
Während Carey in England Marias Anhänger vernichtend schlug, brach in Schottland Bürgerkrieg aus. Maria war seinerzeit zur Abdankung zugunsten ihres kleinen Sohnes Jakob gezwungen worden und nach der Ermordung des Regenten James Stewart kam es zu bewaffneten Auseinandersetzungen zwischen ihren und Jakobs Anhängern. Carey und Sussex unterstützten ohne Elisabeths Genehmigung Jakobs Truppen und fielen 1570 mehrere Male in die Grenzregionen ein, wobei sie strategisch wichtige Burgen einnahmen. Auch schlug Carey vor, ohne mit Elisabeth Rücksprache zu halten, den neuen Regenten Matthew Stewart, 4. Earl of Lennox mit einem 1000 Mann starken Heer gegen die aufständischen Schotten zu unterstützen. Sussex hielt es jedoch für sicherer, die Anzahl zu reduzieren und nicht Carey persönlich über die Grenze zu schicken.
Im Juli 1570 erhielt Carey die Erlaubnis, seinen Posten zu verlassen und er blieb für ein Jahr fern. Am 23. Oktober 1571 wurde er offiziell zum Warden of the East Marches ernannt, dem Wächter der Grenze zwischen England und Schottland. Damit war er nicht länger nur für die Grenzsicherung zuständig, sondern auch für diplomatische Vermittlungen zwischen England und Schottland. Dazu gehörte nun auch, zwischen den Anhängern Marias und dem neuen Regenten John Erskine, Earl of Mar zu vermitteln, deren Konflikt sich hauptsächlich auf Edinburgh konzentrierte. Elisabeth unterstützte den Regenten, zögerte aber militärisch einzugreifen. Damit hatte Carey die schwierige Aufgabe, Marias Anhänger zum Aufgeben zu bringen und gleichzeitig beim Regenten gute Bedingungen für sie auszuhandeln. Im Zweifelsfall sollte er den Regenten militärisch unterstützten.
Beide Seiten erwiesen sich jedoch als unzuverlässig, da Marias Partei auf Hilfe von Frankreich spekulierte und Erskines Truppen mehr Geld wollten, bevor sie etwas unternahmen. Mehrmals versuchte Carey Elisabeth zu überzeugen, dass die englische Beteiligung an diesem schottischen Konflikt pure Geldverschwendung war. Im Mai 1572 bat er Cecil um Hilfe dabei, seinen Posten verlassen zu dürfen, da ihm seit längerem kein Gehalt gezahlt worden war und er die Unkosten nicht mehr mit eigenen Mitteln begleichen konnte. Auch zogen sich die Verhandlungen hin, ohne dass ein Ergebnis erreicht wurde. Allerdings gelang es ihm zumindest Thomas Percys Auslieferung zu erwirken. Am 31. Juli schließlich unterzeichneten Marias und Jakobs Anhänger in Edinburgh einen Waffenstillstand. Mitte August verließ Carey Schottland und kehrte erst drei Jahre später zurück.

#### Vermittler zwischen Schottland und England
Am 16. November 1577 nahm Elisabeth Carey in den Kronrat auf. Damit bewegte sich Carey im Zentrum der Macht, war aber nach wie vor eng in die schottischen Affären eingebunden. Von 1578 bis Januar 1579 versuchte er im Auftrag Elisabeths gemeinsam mit Henry Hastings, 3. Earl of Huntingdon die Herrschaft des neuen Regenten James Douglas, 4. Earl of Morton zu sichern. Dabei erteilte Elisabeth Carey und Hastings die Erlaubnis, mit 2000 Soldaten in Schottland einzumarschieren, sollte ihr Bevollmächtigter Sir Robert Bowes militärische Unterstützung benötigen. Bowes gelang es jedoch, eine Übereinkunft zwischen Morton und den aufständischen Lords auszuhandeln, so dass Carey im Januar 1579 die Grenze wieder verlassen konnte.

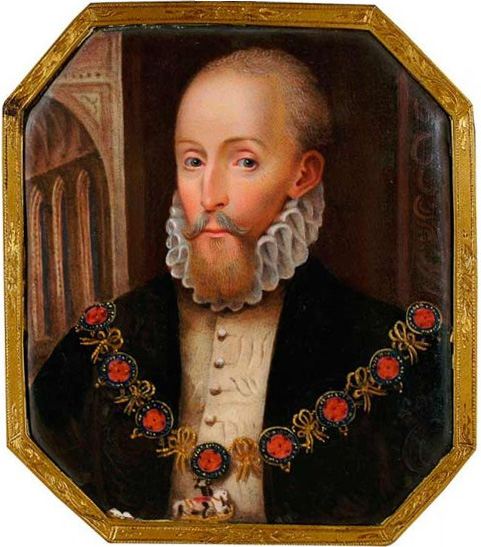
Henry Carey von einem unbekannten Künstler

Anders als Elisabeth erkannte Carey recht schnell, dass Morton sich als Regent nicht mehr lange würde halten können und warnte sie davor, Morton noch länger zu unterstützen. König Jakobs französischer Cousin Esmé Stuart erlangte 1579 schnell die Gunst des jungen Königs und Mortons Einfluss schwand. Im November 1579 entsandte Elisabeth Carey trotz dessen Warnung mit einer Armee, um Morton beizustehen und den französischen Einfluss in Schottland einzudämmen, doch bevor Carey die Grenze erreichen konnte, wurde Morton unter Arrest gestellt. Nach Mortons Hinrichtung am 2. Juni 1581 verweigerte Carey daraufhin Jakobs Botschafter die Einreisegenehmigung nach England, was Elisabeth unterstützte. Im September konnte er wieder an Sitzungen des Kronrates teilnehmen.
Trotzdem kam es mehrere Male zu Spannungen zwischen ihm und Elisabeth, die seine langen Abwesenheiten von seinem Posten missbilligte und politisch häufig andere Ansichten hatte als Carey. Am 8. Juni 1584 verteidigte Carey sich gegenüber Cecil, dass sein Gehalt nur unregelmäßig eintraf und seine Soldaten kaum Kleidung und genug zu essen hatten. Unter diesen Umständen, so Carey, hätte er alles Menschenmögliche getan. Auch war er als Kenner der schottischen Verhältnisse oft anderer Meinung als Elisabeth, wenn es um politische Allianzen ging. Während sie versuchte, englandfreundliche schottische Adlige im Exil zu unterstützen, hielt Carey König Jakob für den besseren Verbündeten und ignorierte Elisabeths Befehle. Elisabeths führender Geheimdienstler Francis Walsingham unterstützte Carey und erlaubte ihm, den Befehl zu umgehen. Im Oktober 1586 gehörte Carey zur Kommission in Fotheringhay Castle, die Maria Stuart für schuldig befand.
Durch seine häufige Präsenz im Norden erlangte Carey ein gewisses Ansehen in Schottland. Jakob betrachtete ihn als Sprecher für Schottland im englischen Kronrat und der Rat selbst behandelte ihn als eine Art Minister für schottische Affären. Sowohl Elisabeth als auch Jakob benutzten ihn als Schnittstelle, um mit dem jeweils anderen Monarchen zu kommunizieren. Besonders wichtig wurde Careys guter Stand im Norden nach der Hinrichtung von Jakobs Mutter Maria Stuart durch Elisabeth im Februar 1587. Jakob erklärte ihm offen, dass er Angebote für eine Allianz mit Spanien erhalten hatte, aber bereit wäre, diese zugunsten von Elisabeth abzulehnen. Carey warnte seine königliche Cousine, dass Jakob seiner Meinung nach Rachepläne hegte und dass seine Berater „Euch feindlich gesinnt sind“. Carey erhielt daraufhin volle Autorität, die guten Beziehungen zwischen England und Schottland wiederherzustellen, und im Dezember 1587 entsandte Jakob schließlich zu diesem Zweck einen Botschafter nach England. Die Beziehung der beiden Monarchen blieb somit auf freundschaftlichem Fuß.

### Staatsmann

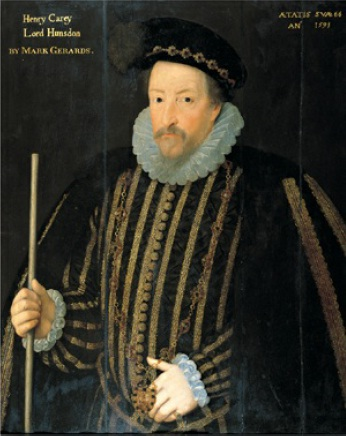
Henry Carey um ca. 1591 von Mark Gerards

In den 1580ern erhielt Carey mehr und mehr wichtige Ämter und Aufgaben bei Hofe. So gehörte er 1582 gemeinsam mit Robert Dudley, 1. Earl of Leicester und Charles Howard zur englischen Gesandtschaft, die François-Hercule de Valois, duc d’Alençon nach Antwerpen begleitete. Von 1583 bis 1585 hatte er das Amt des Lord Lieutenant of Hertfordshire inne. Im Juli 1585 ernannte Elisabeth ihn zum Lord Chamberlain of the Household.
Mit diesem Amt hatte Carey nicht nur großen Einfluss darauf, welche Theatergruppe bei Hofe aufspielen durfte, sondern war auch für die Zensur verantwortlich. Seit einem unbestimmten Zeitpunkt in den 1560ern war er Patron einer Theatergruppe gewesen, die sich mit seiner Ernennung nun umbenannte in „Lord Chamberlain’s Men“. Ihr bekanntester Stückeschreiber sollte William Shakespeare werden. 1594 setzte Carey durch, dass die Truppe in London auftreten durfte. Auch war Carey als Lord Chamberlain verantwortlich dafür, Petitionen für eine Audienz mit der Königin anzunehmen oder abzulehnen, was ihm bei Hofe großen Einfluss verschaffte.
Als sich im August 1587 die Bedrohung durch die Spanische Armada abzeichnete, entsandte Elisabeth Carey mit einer Streitkraft in den Norden, um im Falle einer Invasion den Oberbefehl über die nördliche Armee zu übernehmen. Im April 1588 wurde er zurück in den Süden berufen und am 20. Juli desselben Jahres wurde ihm eine Armee von 36.000 Mann unterstellt, die als Leibgarde der Königin fungierte. Die Bedrohung wurde abgewandt und die nächsten Jahre verbrachte Carey mit verschiedenen Funktionen. Im Jahr 1589 übernahm er den Posten des kürzlich verstorbenen Robert Dudley als Justice in Eyre south of Trent. Da zwischen 1588 und 1591 viele alte Berater Elisabeths starben, arbeitete er eng mit William Cecil zusammen und unterzeichnete gemeinsam mit ihm und Howard Verträge mit Frankreich über militärische Einsätze der Engländer in der Bretagne und der Normandie. Wie Cecil unterstützte Carey den Anspruch König Jakobs auf den englischen Thron.

### Privatleben
Henry Carey und seine Frau Anne führten eine innige und weitgehend glückliche Ehe. Nach dem Tod ihres Mannes errichtete Anne ihm, obwohl sie in einer finanziell schwierigen Lage war, ein Monument in der Westminster Abbey. Dennoch hatte Carey Affären mit verschiedenen Mätressen. Die wohl bekannteste ist Emilia Lanier, die als erste weibliche Poetin Englands gilt. Die beiden begegneten sich erstmals 1587, als Lanier gerade 18 Jahre alt war. Carey war ganze 45 Jahre älter als sie. Das Paar genoss seine Zeit miteinander offenbar: Beide interessierten sich für Kunst und Kultur, zudem ließ Carey seiner jungen Geliebten großzügige Geldsummen und teuren Schmuck zukommen. Doch mit 23 Jahren wurde Emilia von ihm schwanger. Henry Carey beendete daraufhin die Affäre, fand seine junge Mätresse mit Geld ab und versprach ihr die regelmäßige Zahlung von 40 Pfund im Jahr. Daraufhin wurde Emilia zur Wahrung des Anstands am 18. Oktober 1592 mit ihrem Cousin, dem Hofmusiker Alfonso Lanier, verheiratet. Die Ehe war keine glückliche – Alfonso lebte auf großem Fuß und hatte Emilias kleines Vermögen schnell verschleudert. Auch konnte er intellektuell wohl nicht mit Emilias verlorengegangenem Liebhaber mithalten.
Emilia Lanier gebar 1593 den gemeinsamen Sohn Henry. Benannt wurde er vermutlich nach seinem biologischen Vater.

### Tod
Henry Carey übte seine verbliebenen Ämter bis zu seinem Tod aus. Im Juni 1596, kaum einen Monat vor seinem Tod, nahm er zum letzten Mal an der Sitzung des Kronrates teil. Wenig später erkrankte er unerwartet und erklärte: „Nun mag ich nicht länger leben.“ Er starb am 23. Juli 1596 in Somerset House. Einigen Quellen zufolge besuchte Elisabeth Carey an seinem Sterbebett und bot ihm den Titel des Earl of Wiltshire an, den sein Großvater Thomas Boleyn innegehabt hatte. Carey lehnte jedoch angeblich ab mit der Begründung, dass er im Tode eine Ehre nicht verdient hatte, der er zu Lebzeiten nicht würdig gewesen war.
Als Testamentsvollstrecker hatte Carey seinen ältesten Sohn George ernannt, „denn ich habe in dir stets einen freundlichen und liebenden Sohn gefunden“ und seine Frau „weiß nicht besonders gut, wie man in solchen Fällen zu verfahren hat“. George erhielt laut Careys letztem Willen die Aufgabe, seine Mutter und seine Geschwister zu versorgen und die Ländereien seines Vaters zu verwalten. Königin Elisabeth versprach Careys Schulden zu begleichen und richtete ihrem Cousin ein großzügiges Begräbnis aus. Am 12. August 1596 wurde Carey in Westminster Abbey beigesetzt. Seine Witwe und sein Sohn George errichteten ein prächtiges Monument über seinem Grab und als Lady Carey am 19. Januar 1607 starb, wurde sie in der Gruft ihres Mannes neben ihm beerdigt.

## Nachkommen

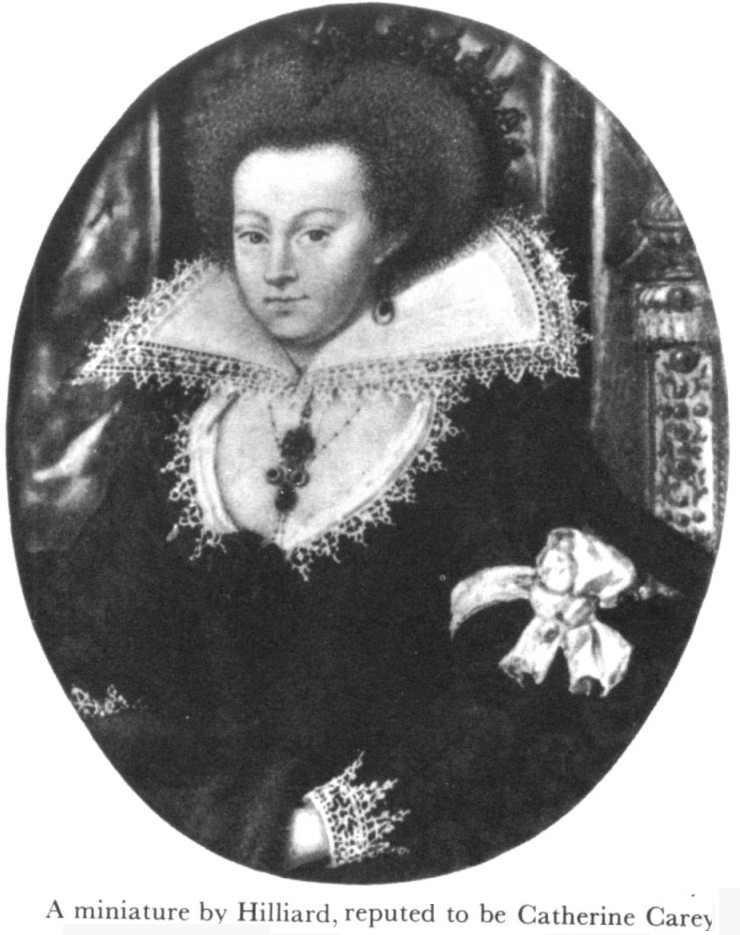
Henry Careys Tochter Catherine von Nicholas Hilliard

Henry Carey hatte insgesamt 14 Kinder. Aus seiner Ehe mit Anne Morgan gingen 12 Kinder hervor, neun Söhne und drei Töchter. Namentlich bekannt sind:
- George Carey, 2. Baron Hunsdon (16. Februar 1548[1] – 9. September 1603)
- Henry Carey (gestorben 1581)
- John Carey, 3. Baron Hunsdon (gestorben 1617)
- William Carey (gestorben 1593)
- Edmund Carey (gestorben 1637)
- Robert Carey, 1. Earl of Monmouth (1560–1639)
- Catherine (gestorben 1603), verheiratet mit Charles Howard, 1. Earl of Nottingham
- Philadelphia (gestorben 1627), verheiratet mit Thomas Scrope, 10. Baron Scrope von Bolton
- Margaret (gestorben 1605), verheiratet mit Sir Edward Hoby
- Zwei Söhne namens Thomas verstarben bereits jung.[7]

Mit der Dichterin Emilia Lanier hatte er einen unehelichen Sohn namens:
- Henry Lanier (1593–1633)

Mit einer namentlich unbekannten Mätresse hatte Carey einen Sohn:
- Valentine Carey (gestorben 1626), von 1621 bis 1626 Bischof von Exeter

## Darstellung in Buch und Film
In Karen Harpers Roman The Last Boleyn ist Henry Carey Mary Boleyns ältestes Kind. Obwohl sie vermutet, dass er der Sohn des Königs ist, besteht sie offiziell auf die Vaterschaft ihres Ehemannes William Carey. Dennoch versucht ihr intriganter Vater Thomas Boleyn den Jungen als Königssohn anerkennen zu lassen und ihn dahingehend zu beeinflussen. Erst nach dem Tod seiner Kinder Anne und George Boleyn erlischt seine Ambition, Henry zu benutzen und er baut ein gutes Verhältnis zu seinem Enkelsohn auf.
In Philippa Gregorys Roman Die Schwester der Königin ist Henry Carey Mary Boleyns zweites Kind und wie seine Schwester Catherine ein Bastard des Königs. Heinrich weiß, dass Henry sein Sohn ist, beginnt allerdings kurz nach dessen Geburt seine Liebesbeziehung zu Marys Schwester Anne und beendet die Affäre mit Mary. Nach dem Tod William Careys reißt Anne Boleyn Henrys Vormundschaft an sich, um sich den Sohn des Königs zu sichern. Henry wächst gemeinsam mit seiner Schwester in Hever Castle auf und baut ein enges Verhältnis zu seinem Stiefvater William Stafford auf. Als Annes Verhaftung droht, wird Henry von William Stafford in Sicherheit gebracht und beginnt ein Leben auf dem Lande mit seiner Mutter, seiner Schwester und Stafford.
In Margaret Georges Roman Elizabeth I, der die letzten Regierungsjahre der englischen Königin behandelt, ist Henry Carey ein wiederkehrender Charakter und gehört zu Elisabeths engsten Vertrauten.
Im Film Die Schwester der Königin spielte Oscar Negus die Rolle des kleinen Henry Carey. Er wird als Mary Boleyns ältestes und einziges Kind mit Heinrich VIII. dargestellt. Da Heinrich Mary verlässt, während sie Henry zur Welt bringt, wird William Carey offiziell zu Henrys Vater ernannt.